# فولتا البرتغال 2019
فولتا البرتغال 2019 (بالبرتغالية: Volta a Portugal de 2019‏) هو سباق دراجات هوائية، وهو الموسم رقم 81 من السباق، وأقيم خلال الفترة 31 يوليو 2019، وحتى 11 أغسطس 2019، وهو أحد سباقات طواف أوروبا للدراجات 2019، وهو من نوع سباق المرحلة.
فاز فيه بالمركز الأول جواو رودريغوس، وبالمركز الثاني جوني برانداو، وبالمركز الثالث غوستافو سيزار.

## الفرق
| فرق قارية محترفة (4)- Arkéa-Samsic - كاجا رورال-سيغوروس 2019 ‏ - Israel Cycling Academy - W52–FC Porto ‏ فرق قارية (15)- Louletano Desportos Clube (cycling) ‏ - Credibom–LA Alumínios–Marcos Car ‏ - Tavfer–Ovos Matinados–Mortágua ‏ - Rádio Popular–Paredes–Boavista ‏ - AP Hotels & Resorts–Tavira–SC Farense ‏ - كيلي - سيمولدز يو دي أو ‏ - أنترت فيرينسي ‏ - إيفوبرو ريسينغ 2019 ‏ - BAI–Sicasal–Petro de Luanda ‏ - Sabgal–Anicolor ‏ - أوسكالتيل أوسكادي ‏ - برو تاتش 2019 ‏ - سويس ريسينغ أكادمي 2019 ‏ - ميديلين 2019 ‏ - أموري وفيتا - برودير 2019 ‏ |  |
| |  |

## المراحل
| قائمة المراحل | قائمة المراحل | قائمة المراحل                                    | قائمة المراحل      | قائمة المراحل | قائمة المراحل      | قائمة المراحل    |
| المرحلة       | التاريخ       | الدورة                                           |                    | المسافة (كم)  | الفائز بالمرحلة    | القائد العام     |
| ------------- | ------------- | ------------------------------------------------ | ------------------ | ------------- | ------------------ | ---------------- |
| المقدمة       | 31 يوليو      | فيسيو – فيسيو                                    | فردي ضد الساعة     | 6             | Samuel Caldeira ‏   | Samuel Caldeira ‏ |
| مرحلة 1       | 1 أغسطس       | Miranda do Corvo ‏ – ليريا                        | مرحلة جبلية متوسطة | 174٫7         | Davide Appollonio ‏ | Samuel Caldeira ‏ |
| مرحلة 2       | 2 أغسطس       | مارينها جراندي – Santo António dos Cavaleiros ‏   | مرحلة جبلية        | 198٫5         | Mikel Aristi ‏      | غوستافو سيزار    |
| مرحلة 3       | 3 أغسطس       | شنترين – كاستيلو برانكو                          | مرحلة جبلية        | 181٫8         | دانييل ميستر       | غوستافو سيزار    |
| مرحلة 4       | 4 أغسطس       | Pampilhosa da Serra ‏ – Torre (Serra da Estrela) ‏ | مرحلة جبلية        | 145           | جواو رودريغوس      | غوستافو سيزار    |
| مرحلة 5       | 5 أغسطس       | أوليفيرا دو هوسبتل – غوآردا                      | مرحلة جبلية متوسطة | 158           | ماركو تيزا         | غوستافو سيزار    |
| مرحلة 6       | 7 أغسطس       | Torre de Moncorvo ‏ – براغانزا                    | مرحلة جبلية        | 189٫2         | هيكتور سايز ‏       | غوستافو سيزار    |
| مرحلة 7       | 8 أغسطس       | براغانزا –                                       | مرحلة جبلية متوسطة | 156٫2         | لويس غوميش         | جوني برانداو     |
| مرحلة 8       | 9 أغسطس       | فيانا دو كاستيلو – Serra de Santa Quitéria ‏      | مرحلة جبلية        | 156٫6         | جواو بنتا          | جوني برانداو     |
| مرحلة 9       | 10 أغسطس      | فافي – Senhora da Graça ‏                         | مرحلة جبلية        | 133٫5         | أنطونيو كارفاليو   | جوني برانداو     |
| مرحلة 10      | 11 أغسطس      | فيلا نوا دغايا – بورتو                           | فردي ضد الساعة     | 19٫5          | جواو رودريغوس      | جواو رودريغوس    |

## النتيجة

### مرحلة 0
هي مرحلة من نوع سباق فردي ضد الساعة، أجريت في 31 يوليو 2019، وامتدّت لمسافة 6 كيلومتر فاز بالمرحلة Samuel Caldeira ‏، ومتصدر الترتيب العام في نهاية المرحلة Samuel Caldeira ‏.
| التصنيف العام         | التصنيف العام       | التصنيف العام | التصنيف العام           | التصنيف العام |
| العداء                | العداء              | البلد         | الفريق                  | الوقت         |
| --------------------- | ------------------- | ------------- | ----------------------- | ------------- |
| 1                     | Samuel Caldeira ‏    | البرتغال      | W52-FC Porto            | 7 دقيقة 28 ث  |
| 2                     | Gian Friesecke ‏     | سويسرا        | Team Vorarlberg-Santic  | + 0 ث         |
| 3                     | غوستافو سيزار       | إسبانيا       | W52-FC Porto            | + 0 ث         |
| 4                     | Thibault Guernalec ‏ | فرنسا         | اركيا سامسيك            | + 1 ث         |
| 5                     | أنطونيو كارفاليو    | البرتغال      | W52-FC Porto            | + 4 ث         |
| 6                     | Mikel Aristi ‏       | إسبانيا       | Euskadi-Murias          | + 6 ث         |
| 7                     | Cyrille Thièry ‏     | سويسرا        | Swiss Racing Academy    | + 7 ث         |
| 8                     | جوني برانداو        | البرتغال      | Efapel                  | + 7 ث         |
| 9                     | جواو ماتياس         | البرتغال      | Vito-Feirense-BlackJack | + 8 ث         |
| 10                    | دانييل ميستر        | البرتغال      | W52-FC Porto            | + 8 ث         |
| مصدر: ProCyclingStats |                     |               |                         |               |

### مرحلة 1
هي مرحلة جبلية متوسطة، أجريت في 1 أغسطس 2019، وامتدّت لمسافة 174.7 كيلومتر فاز بالمرحلة Davide Appollonio ‏، ومتصدر الترتيب العام في نهاية المرحلة Samuel Caldeira ‏.
| التصنيف العام         | التصنيف العام       | التصنيف العام | التصنيف العام           | التصنيف العام     |
| العداء                | العداء              | البلد         | الفريق                  | الوقت             |
| --------------------- | ------------------- | ------------- | ----------------------- | ----------------- |
| 1                     | Samuel Caldeira ‏    | البرتغال      | W52-FC Porto            | 4 س 54 دقيقة 35 ث |
| 2                     | Gian Friesecke ‏     | سويسرا        | Team Vorarlberg-Santic  | + 0 ث             |
| 3                     | غوستافو سيزار       | إسبانيا       | W52-FC Porto            | + 0 ث             |
| 4                     | Thibault Guernalec ‏ | فرنسا         | اركيا سامسيك            | + 1 ث             |
| 5                     | أنطونيو كارفاليو    | البرتغال      | W52-FC Porto            | + 4 ث             |
| 6                     | Mikel Aristi ‏       | إسبانيا       | Euskadi-Murias          | + 6 ث             |
| 7                     | Cyrille Thièry ‏     | سويسرا        | Swiss Racing Academy    | + 7 ث             |
| 8                     | جوني برانداو        | البرتغال      | Efapel                  | + 7 ث             |
| 9                     | دانييل ميستر        | البرتغال      | W52-FC Porto            | + 8 ث             |
| 10                    | جواو ماتياس         | البرتغال      | Vito-Feirense-BlackJack | + 8 ث             |
| مصدر: ProCyclingStats |                     |               |                         |                   |

### مرحلة 2
هي مرحلة جبلية، أجريت في 2 أغسطس 2019، وامتدّت لمسافة 198.5 كيلومتر فاز بالمرحلة Mikel Aristi ‏، ومتصدر الترتيب العام في نهاية المرحلة غوستافو سيزار.
| التصنيف العام         | التصنيف العام           | التصنيف العام | التصنيف العام               | التصنيف العام     |
| العداء                | العداء                  | البلد         | الفريق                      | الوقت             |
| --------------------- | ----------------------- | ------------- | --------------------------- | ----------------- |
| 1                     | غوستافو سيزار           | إسبانيا       | W52-FC Porto                | 9 س 44 دقيقة 43 ث |
| 2                     | Mikel Aristi ‏           | إسبانيا       | Euskadi-Murias              | + 3 ث             |
| 3                     | جوني برانداو            | البرتغال      | Efapel                      | + 7 ث             |
| 4                     | دانييل ميستر            | البرتغال      | W52-FC Porto                | + 8 ث             |
| 5                     | فيسينت غارسيا دي ماتيوس | إسبانيا       | Ludofoods Louletano Aviludo | + 9 ث             |
| 6                     | اليخاندرو مارك          | إسبانيا       | Sporting-Tavira             | + 11 ث            |
| 7                     | أنطونيو كارفاليو        | البرتغال      | W52-FC Porto                | + 11 ث            |
| 8                     | إدغار بينتو             | البرتغال      | W52-FC Porto                | + 12 ث            |
| 9                     | جواو رودريغوس           | البرتغال      | W52-FC Porto                | + 14 ث            |
| 10                    | أوسكار سبييا ريبيرا     | إسبانيا       | Medellín                    | + 17 ث            |
| مصدر: ProCyclingStats |                         |               |                             |                   |

### مرحلة 3
هي مرحلة جبلية، أجريت في 3 أغسطس 2019، وامتدّت لمسافة 181.8 كيلومتر فاز بالمرحلة دانييل ميستر، ومتصدر الترتيب العام في نهاية المرحلة غوستافو سيزار.
| التصنيف العام         | التصنيف العام             | التصنيف العام | التصنيف العام               | التصنيف العام      |
| العداء                | العداء                    | البلد         | الفريق                      | الوقت              |
| --------------------- | ------------------------- | ------------- | --------------------------- | ------------------ |
| 1                     | غوستافو سيزار             | إسبانيا       | W52-FC Porto                | 14 س 56 دقيقة 20 ث |
| 2                     | Mikel Aristi ‏             | إسبانيا       | Euskadi-Murias              | + 3 ث              |
| 3                     | دانييل ميستر              | البرتغال      | W52-FC Porto                | + 8 ث              |
| 4                     | فيسينت غارسيا دي ماتيوس   | إسبانيا       | Ludofoods Louletano Aviludo | + 9 ث              |
| 5                     | أنطونيو كارفاليو          | البرتغال      | W52-FC Porto                | + 11 ث             |
| 6                     | إدغار بينتو               | البرتغال      | W52-FC Porto                | + 12 ث             |
| 7                     | جواو رودريغوس             | البرتغال      | W52-FC Porto                | + 14 ث             |
| 8                     | اليخاندرو مارك            | إسبانيا       | Sporting-Tavira             | + 17 ث             |
| 9                     | Daniel Freitas (cyclist) ‏ | البرتغال      | W52-FC Porto                | + 20 ث             |
| 10                    | جوني برانداو              | البرتغال      | Efapel                      | + 23 ث             |
| مصدر: ProCyclingStats |                           |               |                             |                    |

### مرحلة 4
هي مرحلة جبلية، أجريت في 4 أغسطس 2019، وامتدّت لمسافة 145 كيلومتر فاز بالمرحلة جواو رودريغوس، ومتصدر الترتيب العام في نهاية المرحلة غوستافو سيزار.
| التصنيف العام         | التصنيف العام           | التصنيف العام | التصنيف العام               | التصنيف العام      |
| العداء                | العداء                  | البلد         | الفريق                      | الوقت              |
| --------------------- | ----------------------- | ------------- | --------------------------- | ------------------ |
| 1                     | غوستافو سيزار           | إسبانيا       | W52-FC Porto                | 19 س 16 دقيقة 57 ث |
| 2                     | جواو رودريغوس           | البرتغال      | W52-FC Porto                | + 13 ث             |
| 3                     | فيسينت غارسيا دي ماتيوس | إسبانيا       | Ludofoods Louletano Aviludo | + 20 ث             |
| 4                     | جوني برانداو            | البرتغال      | Efapel                      | + 27 ث             |
| 5                     | هنريكي هيكتور           | البرتغال      | Efapel                      | + 40 ث             |
| 6                     | جواو بنتا               | البرتغال      | RP-Boavista                 | + 1 دقيقة 06 ث     |
| 7                     | إدغار بينتو             | البرتغال      | W52-FC Porto                | + 1 دقيقة 07 ث     |
| 8                     | دايفيد رودريغوس         | البرتغال      | RP-Boavista                 | + 1 دقيقة 08 ث     |
| 9                     | Cristhian Montoya ‏      | كولومبيا      | Medellín                    | + 1 دقيقة 18 ث     |
| 10                    | لويس فيليبي فيرنانديز ‏  | البرتغال      | Ludofoods Louletano Aviludo | + 1 دقيقة 26 ث     |
| مصدر: ProCyclingStats |                         |               |                             |                    |

### مرحلة 5
هي مرحلة جبلية متوسطة، أجريت في 5 أغسطس 2019، وامتدّت لمسافة 158 كيلومتر فاز بالمرحلة ماركو تيزا، ومتصدر الترتيب العام في نهاية المرحلة غوستافو سيزار.
| التصنيف العام         | التصنيف العام           | التصنيف العام | التصنيف العام               | التصنيف العام      |
| العداء                | العداء                  | البلد         | الفريق                      | الوقت              |
| --------------------- | ----------------------- | ------------- | --------------------------- | ------------------ |
| 1                     | غوستافو سيزار           | إسبانيا       | W52-FC Porto                | 23 س 21 دقيقة 36 ث |
| 2                     | جواو رودريغوس           | البرتغال      | W52-FC Porto                | + 15 ث             |
| 3                     | فيسينت غارسيا دي ماتيوس | إسبانيا       | Ludofoods Louletano Aviludo | + 22 ث             |
| 4                     | جوني برانداو            | البرتغال      | Efapel                      | + 25 ث             |
| 5                     | هنريكي هيكتور           | البرتغال      | Efapel                      | + 45 ث             |
| 6                     | إدغار بينتو             | البرتغال      | W52-FC Porto                | + 1 دقيقة 14 ث     |
| 7                     | جواو بنتا               | البرتغال      | RP-Boavista                 | + 1 دقيقة 17 ث     |
| 8                     | دايفيد رودريغوس         | البرتغال      | RP-Boavista                 | + 1 دقيقة 21 ث     |
| 9                     | Cristhian Montoya ‏      | كولومبيا      | Medellín                    | + 1 دقيقة 25 ث     |
| 10                    | لويس فيليبي فيرنانديز ‏  | البرتغال      | Ludofoods Louletano Aviludo | + 1 دقيقة 33 ث     |
| مصدر: ProCyclingStats |                         |               |                             |                    |

### مرحلة 6
هي مرحلة جبلية، أجريت في 7 أغسطس 2019، وامتدّت لمسافة 189.2 كيلومتر فاز بالمرحلة هيكتور سايز ‏، ومتصدر الترتيب العام في نهاية المرحلة غوستافو سيزار.
| التصنيف العام         | التصنيف العام           | التصنيف العام | التصنيف العام               | التصنيف العام      |
| العداء                | العداء                  | البلد         | الفريق                      | الوقت              |
| --------------------- | ----------------------- | ------------- | --------------------------- | ------------------ |
| 1                     | غوستافو سيزار           | إسبانيا       | W52-FC Porto                | 28 س 21 دقيقة 20 ث |
| 2                     | جواو رودريغوس           | البرتغال      | W52-FC Porto                | + 15 ث             |
| 3                     | فيسينت غارسيا دي ماتيوس | إسبانيا       | Ludofoods Louletano Aviludo | + 22 ث             |
| 4                     | جوني برانداو            | البرتغال      | Efapel                      | + 25 ث             |
| 5                     | هنريكي هيكتور           | البرتغال      | Efapel                      | + 45 ث             |
| 6                     | إدغار بينتو             | البرتغال      | W52-FC Porto                | + 1 دقيقة 14 ث     |
| 7                     | جواو بنتا               | البرتغال      | RP-Boavista                 | + 1 دقيقة 17 ث     |
| 8                     | دايفيد رودريغوس         | البرتغال      | RP-Boavista                 | + 1 دقيقة 21 ث     |
| 9                     | Cristhian Montoya ‏      | كولومبيا      | Medellín                    | + 1 دقيقة 25 ث     |
| 10                    | لويس فيليبي فيرنانديز ‏  | البرتغال      | Ludofoods Louletano Aviludo | + 1 دقيقة 33 ث     |
| مصدر: ProCyclingStats |                         |               |                             |                    |

### مرحلة 7
هي مرحلة جبلية متوسطة، أجريت في 8 أغسطس 2019، وامتدّت لمسافة 156.2 كيلومتر فاز بالمرحلة لويس غوميش، ومتصدر الترتيب العام في نهاية المرحلة جوني برانداو.
| التصنيف العام         | التصنيف العام           | التصنيف العام | التصنيف العام               | التصنيف العام      |
| العداء                | العداء                  | البلد         | الفريق                      | الوقت              |
| --------------------- | ----------------------- | ------------- | --------------------------- | ------------------ |
| 1                     | جوني برانداو            | البرتغال      | Efapel                      | 32 س 50 دقيقة 59 ث |
| 2                     | جواو رودريغوس           | البرتغال      | W52-FC Porto                | + 1 ث              |
| 3                     | غوستافو سيزار           | إسبانيا       | W52-FC Porto                | + 15 ث             |
| 4                     | فيسينت غارسيا دي ماتيوس | إسبانيا       | Ludofoods Louletano Aviludo | + 31 ث             |
| 5                     | هنريكي هيكتور           | البرتغال      | Efapel                      | + 46 ث             |
| 6                     | جواو بنتا               | البرتغال      | RP-Boavista                 | + 1 دقيقة 22 ث     |
| 7                     | دايفيد رودريغوس         | البرتغال      | RP-Boavista                 | + 1 دقيقة 26 ث     |
| 8                     | Cristhian Montoya ‏      | كولومبيا      | Medellín                    | + 1 دقيقة 34 ث     |
| 9                     | إدغار بينتو             | البرتغال      | W52-FC Porto                | + 1 دقيقة 40 ث     |
| 10                    | لويس فيليبي فيرنانديز ‏  | البرتغال      | Ludofoods Louletano Aviludo | + 1 دقيقة 42 ث     |
| مصدر: ProCyclingStats |                         |               |                             |                    |

### مرحلة 8
هي مرحلة جبلية، أجريت في 9 أغسطس 2019، وامتدّت لمسافة 156.6 كيلومتر فاز بالمرحلة جواو بنتا، ومتصدر الترتيب العام في نهاية المرحلة جوني برانداو.
| التصنيف العام         | التصنيف العام           | التصنيف العام | التصنيف العام               | التصنيف العام      |
| العداء                | العداء                  | البلد         | الفريق                      | الوقت              |
| --------------------- | ----------------------- | ------------- | --------------------------- | ------------------ |
| 1                     | جوني برانداو            | البرتغال      | Efapel                      | 36 س 40 دقيقة 19 ث |
| 2                     | جواو رودريغوس           | البرتغال      | W52-FC Porto                | + 1 ث              |
| 3                     | غوستافو سيزار           | إسبانيا       | W52-FC Porto                | + 18 ث             |
| 4                     | فيسينت غارسيا دي ماتيوس | إسبانيا       | Ludofoods Louletano Aviludo | + 34 ث             |
| 5                     | هنريكي هيكتور           | البرتغال      | Efapel                      | + 52 ث             |
| 6                     | جواو بنتا               | البرتغال      | RP-Boavista                 | + 1 دقيقة 20 ث     |
| 7                     | دايفيد رودريغوس         | البرتغال      | RP-Boavista                 | + 1 دقيقة 32 ث     |
| 8                     | Cristhian Montoya ‏      | كولومبيا      | Medellín                    | + 1 دقيقة 37 ث     |
| 9                     | إدغار بينتو             | البرتغال      | W52-FC Porto                | + 1 دقيقة 46 ث     |
| 10                    | فريدريكو فيغيريدو       | البرتغال      | Sporting-Tavira             | + 2 دقيقة 00 ث     |
| مصدر: ProCyclingStats |                         |               |                             |                    |

### مرحلة 9
هي مرحلة جبلية، أجريت في 10 أغسطس 2019، وامتدّت لمسافة 133.5 كيلومتر فاز بالمرحلة أنطونيو كارفاليو، ومتصدر الترتيب العام في نهاية المرحلة جوني برانداو.
| التصنيف العام         | التصنيف العام      | التصنيف العام | التصنيف العام   | التصنيف العام      |
| العداء                | العداء             | البلد         | الفريق          | الوقت              |
| --------------------- | ------------------ | ------------- | --------------- | ------------------ |
| 1                     | جوني برانداو       | البرتغال      | Efapel          | 40 س 29 دقيقة 33 ث |
| 2                     | جواو رودريغوس      | البرتغال      | W52-FC Porto    | + 0 ث              |
| 3                     | غوستافو سيزار      | إسبانيا       | W52-FC Porto    | + 40 ث             |
| 4                     | جواو بنتا          | البرتغال      | RP-Boavista     | + 1 دقيقة 25 ث     |
| 5                     | دايفيد رودريغوس    | البرتغال      | RP-Boavista     | + 1 دقيقة 37 ث     |
| 6                     | إدغار بينتو        | البرتغال      | W52-FC Porto    | + 1 دقيقة 53 ث     |
| 7                     | فريدريكو فيغيريدو  | البرتغال      | Sporting-Tavira | + 2 دقيقة 05 ث     |
| 8                     | أنطونيو كارفاليو   | البرتغال      | W52-FC Porto    | + 2 دقيقة 17 ث     |
| 9                     | Cristhian Montoya ‏ | كولومبيا      | Medellín        | + 2 دقيقة 23 ث     |
| 10                    | هنريكي هيكتور      | البرتغال      | Efapel          | + 3 دقيقة 19 ث     |
| مصدر: ProCyclingStats |                    |               |                 |                    |

### مرحلة 10
هي مرحلة من نوع سباق فردي ضد الساعة، أجريت في 11 أغسطس 2019، وامتدّت لمسافة 19.5 كيلومتر فاز بالمرحلة جواو رودريغوس، ومتصدر الترتيب العام في نهاية المرحلة جواو رودريغوس.
| التصنيف العام         | التصنيف العام | التصنيف العام | التصنيف العام | التصنيف العام |
| العداء                | العداء        | البلد         | الفريق        | الوقت         |
| --------------------- | ------------- | ------------- | ------------- | ------------- |
| مصدر: ProCyclingStats |               |               |               |               |

## الفائزون
| الترتيب | الفائز        |
| ------- | ------------- |
| الفائز  | جواو رودريغوس |
| الثاني  | جوني برانداو  |
| الثالث  | غوستافو سيزار |

## وصلات خارجية
- لمحة عن سباق فولتا البرتغال 2019 على موقع  ProCyclingStats   (برو  سايكلنج  ستاتس) - إحصاءات  محترفي  الدراجات.
- فولتا البرتغال 2019 على موقع إحصائيات الدراجات الإحترافية (الإنجليزية)